# Тетяна (танець)
«Тетяна» (на Чернігівщині Тетянка) — народний танок з групи гопаків, жвавий, темпераментний з мімікою та імпровізацією. Танець починається з піснею, а далі музика сам по-своєму обробляє мотив пісні.
Музичний розмір 2/4. Виконується у супроводі пісні жартівливого змісту. Танцюють на Ніжинщині (до пісні «Ой Тетяна, Тетяна»), Вінниччині («За Тетяну, за Тетяну, що Тетяна вмерла»), Полтавщині («На Тетяну поговір, що Тетяна вмерла», «Ой Тетяно, Тетяно»), Чернігівщині («Жаль мені на Тетяну, жаль мені на її»), Рівненщині («Ой Тетяно, Тетяно», «Йшла Тетяна з коршми п'яна»).